# Bostadsdepartementet
Bostadsdepartementet var ett statsdepartement i Sverige som handlade ärenden rörande bostadspolitik, plan- och markpolitik, byggnationsärenden, lantmäteri och övriga ärenden rörande bostäder. Departementet inrättades den 1 januari 1974 för att ge bostadsfrågorna en egen plats inom regeringen och att samordna dessa frågor inom en enhetlig organisation. Departementet kritiserades av borgerligt håll, särskilt från moderaterna, för att centralstyra bostadspolitiken och lades ned den 30 november 1991 efter den borgerliga valsegern samma år.
Den departementschef med längst ämbetsperiod är Hans Gustafsson (s) med sex år.

## Statssekreterare i Bostadsdepartementet
- Göte Svenson           1974 - 1976
- Karl Gustaf Scherman   1976 - 1978
- Ola Nyquist            1978 - 1982
- Mats Svegfors          1979 - 1981 (åt Georg Danell)
- Bengt Owe Birgersson   1982 - 1989
- Lars Strandberg        1989 - 1991